# Hermiona (jméno)
Hermiona je křestní jméno řeckého původu. Jméno je vytvořeno od řeckého boha – poslíčka Herma a znamená v řečtině mohylu a hromadu kamení[zdroj?]. V řecké mytologii byla Hermioné dcera Menelaa a Heléne. Též to bylo jméno Leontesovy manželky v Shakespearově hře Zimní pohádka (1610). Jméno proslavila knižní postava v sérii o Harrym Potterovi, která v podobě učenlivé studentky představuje jednu z hlavních tří postav. 
Zdrobněliny jména mohou být Hermionka, Mia, Hermi, Miona, Mina.

## Skutečné nositelky
- Hermione Norris, britská herečka, u nás známá ze seriálu Šest v tom.
- Hermione Gingold, britská herečka
- Hermione Baddeley, britská herečka
- Hermione Cockburn, britská moderátorka v televizi a radiu.
- Hermione z Ephesuse, křesťanská mučednice
- Hermione Cobbold, britská matriarcha
- Hermione Gulliford, britská herečka
- Hermione Hammond, britská malířka
- Hermione Hannen, britská herečka
- Hermione Lee, britská kritička

## Fiktivní nositelky
- Hermiona Grangerová, postava ze série Harryho Pottera.
- Hermioné, dcera Menelaa a Heléne.
- Hermione, postava v knize Zamilované ženy od D. H. Lawrence.
- Hermione, postava z knihy Attonement.
- Hermione Lodge, postava v Archieho komiksu.
- Královna Hermione Sicilská, postava ve hře Zimní pohádka.

## Souvislé články
- Hermioné